# Casper: Spirit Dimensions
Casper: Spirit Dimensions es un videojuego de acción-aventura que fue lanzada para PlayStation 2 y Nintendo GameCube en 2001 en Estados Unidos y Europa, fue publicada por Lucky Chicken y es basada de Casper the Friendly Ghost.

## Videojuegos de Casper
1. Casper (1996)
2. Casper: The Interactive Adventure (1997)
3. Casper: Friends Around the World (2000)
4. Casper: Spirit Dimensions (2001)
5. Casper and The Ghostly Trio (2007)
6. Casper's Scare School (2008)
7. Casper's Mystery Mirror (2009)[cita requerida]
8. Casper's Scare School: Classroom Capers (2010)